# Alberts Rumba
Alberts Rumba (ur. 15 października 1892 w Lielvircavie, zm. 10 lipca 1962 w Rydze) – łotewski panczenista.
W 1924 i w latach 1926-1932 był mistrzem Łotwy.
W 1926 zajął piąte miejsce na mistrzostwach Europy, a rok później był ósmy na mistrzostwach świata.
Brał udział w zimowych igrzyskach w 1924 i 1928. W 1924 wziął udział w zawodach na 500 m (16. miejsce z czasem 48,8), 1500 m (10. miejsce z czasem 2:32,0), 5000 m (11. miejsce z czasem 9:14,4), 10000 m (11. miejsce z czasem 19:14,6) i wieloboju (7. miejsce). Był jedynym łotewskim panczenistą i jednym z dwóch Łotyszy, którzy wystartowali w tych igrzyskach. W 1928 wziął udział w biegu na 500 m (16. miejsce z czasem 46,3), 1500 m (14. miejsce z czasem 2:28,9) i 5000 m (15. miejsce z czasem 9:19,7). Był jedynym Łotyszem na tych igrzyskach, chorążym łotewskiej drużyny na tych zawodach i najstarszym łotewskim panczenistą w historii igrzysk.
W 1928 był przewodniczącym łotewskiej unii sportów zimowych. W 1936 pełnił funkcję sekretarza generalnego FKSK (Komitetu Wychowania Fizycznego i Sportu). Od 1949 do 1956 przebywał na zesłaniu w obwodzie amurskim.
Po zakończeniu kariery był trenerem. Jeden z jego podopiecznych, Alfons Bērziņš był mistrzem świata w 1940 i kilkakrotnym mistrzem kraju.
Zmarł w lipcu 1962 w Rydze po długiej chorobie. Pochowany został 13 lipca 1962 w Ziepniekkalns na przedmieściach Rygi.
Odznaczony Orderem Trzech Gwiazd V stopnia (kawaler) w 1929 i IV stopnia (oficer) w 1934.

## Rekordy życiowe
- 500 m – 45,2 (1927)
- 1500 m – 1:24,4 (1928)
- 5000 m – 8:59,8 (1927)
- 10000 m – 18:18,0 (1928)